# Kaschan (Teppich)

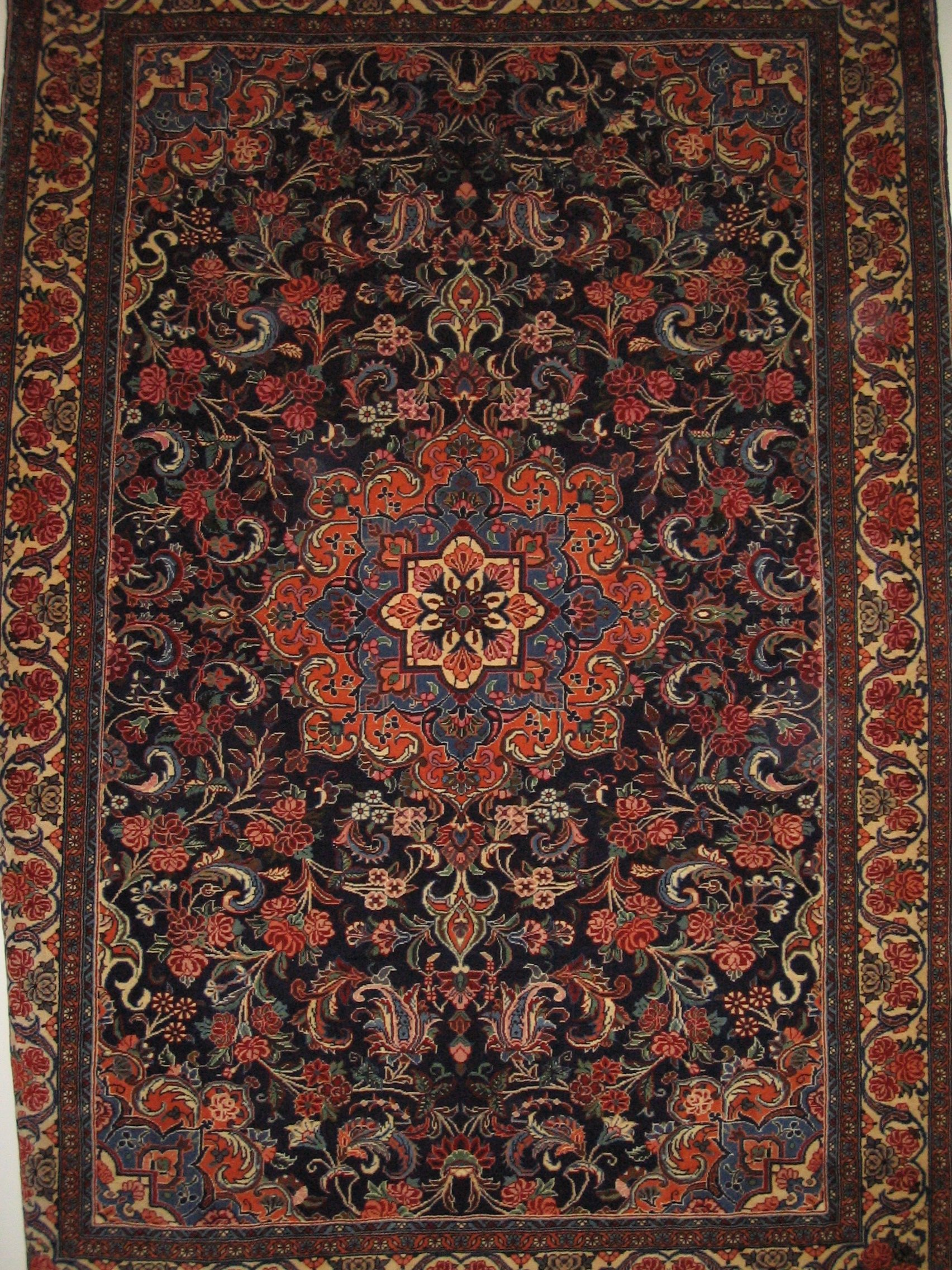
Beispiel eines Kaschanteppichs

Kaschan ist die Bezeichnung einer bekannten Art von Perserteppichen. Da es keine offizielle Transkription der persisch-arabischen zur deutsch-lateinischen Schrift gibt, findet man unterschiedliche Schreibweisen wie: Keschan, Keshan, Kaschan und Kashan. Kaschan befindet sich im Zentral-Iran an der alten Karawanenstraße, die von Teheran über Kaschan nach Ghom, Yasd, Kerman, dann weiter nach Indien und Pakistan führt.
Wie bei vielen anderen Perserprovenienzen auch, ist der Ort Kaschan Stapelplatz und daher Namenspate für alle im Umland geknüpften Teppiche. Die Sammelbezeichnung erstreckt sich auf etwa achtzig Dörfer und Flecken, deren wichtigste Abusaidabad, Aliabad, Armak, Aroun (heute fast ein Vorort von Kaschan), Chonsar, Fin, Kamsahr, Hataris, Nasirabad, Nischkahn, Nuschabad, Rahak, Ravand, Tahirabad und Vasvan sind. Ferner wäre noch das weit südöstlich gelegene Natanz zu nennen.
Kaschan-Teppiche gehören zu den besten klassischen Orientteppichen. Die Knüpfung erfolgt mit dem persischen Knoten, nicht mit dem bei Perserteppichen weit verbreiteten türkischen Knoten. Die Knüpftechnik geht vermutlich auf die Seldschuken und deren Invasion im 11. Jahrhundert zurück, obwohl sich die ältesten Teppiche bereits in Gräbern von etwa 400 v. Chr. finden. In der Zeit der Mongolenherrschaft der vorangegangenen zwei Jahrhunderte wurde die Technik zur Perfektion entwickelt. Die Webtechnik der Kaschan-Teppiche wurde 2010 in die UNESCO-Liste des immateriellen Kulturerbes der Menschheit aufgenommen.
Der Ort Kaschan kann auf eine sehr alte Textiltradition verweisen, die bereits in Reiseberichten des 16. und des 17. Jahrhunderts erwähnt wird. Die Handwerker dieser Stadt am Westrand der Großen Salzwüste, Dascht-e Kawir, waren einst berühmt für ihre hervorragenden Webstoffe aus Baumwolle und aus Seide. Im 16. Jahrhundert etablierten die kunstsinnigen Safawidenkönige Abbas I. (1587–1529) und Abbas II. (1642–1667) hier anfangs Seidenwebereien, bald darauf dann auch Teppichknüpfmanufakturen, die zu höchster Blüte gelangten. Schah Abbas I., genannt der Große – er gilt als einer der bedeutendsten Förderer der persischen Kunst, insbesondere der Teppichknüpfkunst – ist in einem prächtigen Mausoleum in Kaschan bestattet.
Alte Kaschan-Teppiche zeichnen sich dadurch aus, dass mindestens ein Schussfaden hellblau eingefärbt ist. Das zentrale Medaillon zeigt unterschiedliche Formen, oft mit vielen Ausbuchtungen, und hat Anhänger sowie in den Zwickeln Teile weiterer Medaillons. Der Grund, auf dem das Medaillon ruht, ist dicht mit Arabesken, Palmetten, Blättern und anderen pflanzlichen Elementen übersät, wobei oft noch kleine Vögel und Tiere hinzukommen. Diese Motive lassen die Teppiche weich und fließend erscheinen.
Einen bedeutenden Hinweis auf die kunsthistorische Teppichbedeutung Kaschans enthält der „Heilige Teppich“ aus der Moschee von Ardabil. Er ist im Viktoria und Albertmuseum, London ausgestellt. Der Ardabil-Teppich wurde 1539–1540 fertiggestellt und ist der älteste datierte Teppich der Welt. Dieser äußerst fein geknüpfte Teppich misst 11,52 × 5,34 m und hat eine Knotendichte von über 520.000 Knoten/m². Schah Tahmasp (1524–1576) gab diese Teppiche für den Schrein seiner Vorfahren, Shaykh Safi al-Din, in Ardebil in Auftrag. Der Teppich wurde als Paar angefertigt. Das zweite, nur teilweise erhaltene Stück befindet sich im Los Angeles County Museum of Art in Los Angeles. Die Schriftkartusche dieses riesigen, über sechzig Quadratmeter großen Prachtteppichs gibt neben dem Jahr auch den Namen und die Herkunft des Knüpfers wieder: Maqsud Keschani. Die persische Endung „i“ kommt der im Deutschen gebräuchlichen Präposition „von/aus“ gleich und bedeutet demnach „Maqsud aus Keschan“. Ein weiteres Zeitzeugnis ist der berühmte Wiener Jagdteppich aus dem 16. Jahrhundert, der wahrscheinlich ebenfalls eine Knüpfung aus Kaschan ist.
Überliefert ist ferner, dass der schwedisch-polnische König Sigismund III. (1566–1632), über den Kaufmann Muratowitz Teppiche in Kaschan bestellte – in der Literatur bekannt als sogenannte Polenteppiche – und deren Herstellung vor Ort in Kaschan von seinem Orientreisenden überwachen ließ. Die Knüpftradition scheint später aber einen Bruch bekommen zu haben, denn aus den Jahrhunderten danach lassen sich Kaschans nicht mehr eindeutig nachweisen.
Das änderte sich schlagartig in der zweiten Hälfte des 19. Jahrhunderts, als neue Manufakturen in Kaschan eröffnet wurden, die dann vornehmlich den Export bedienten. Es gründeten sich so renommierte Manufakturen wie Ateschoghli, Burudscherdi (vorrangig ein Handelshaus), Tabatabai, Mohtascham, Dabir-Sanayeh, Gastelli & Sadaghiani, Ghaffari, Ghotbi, Golhaneh, Taftchandjian und Kasan. Etliche dieser Manufakturen haben zwar inzwischen die Pforten wieder geschlossen, ihre Knüpfungen jedoch lassen die berühmten Namen weiter leben.
Besonders die Arbeiten der Spitzenmanufakturen Mohtascham und Dabir-Sanayeh sind gesucht und zählen heute mit zum Begehrtesten, was der Orientteppich-Antiquitätenmarkt zu bieten hat.
Um seine Spitzenstellung und seinen Qualitätsanspruch auch gegenüber dem Laien zu verdeutlichen, wird er im Handel bisweilen scherzhaft als der „Mercedes“ unter den Handgeknüpften bezeichnet. Als Original-Kaschan ist er einer der widerstandsfähigsten Orientteppiche, der zugleich aufwendig und sehr traditionsverhaftet gemustert ist. Die Hauptgrundfarben sind Rot, gefolgt von Dunkelblau, Beige-Elfenbein und einem fahlen Schilfgrün.

## Meisterwerk
Im Teppichmuseum des Iran ist ein besonders schöner Gebets-Teppich aus dem frühen 20. Jahrhundert zu sehen. Er ist 360 × 290 cm groß und in Seide auf Baumwolle gearbeitet und wird wie folgt beschrieben:

Übersetzung: 

„Dieser erhabene mit Silberfäden broschierte Teppich ist eines der Meisterwerke aus Kaschan im 19. Jahrhundert und wahrscheinlich geknüpft in der Werkstatt von Herrn Tafazolly. Das Muster des Teppichs ist eine Gebetsnische mit einem Baum, der das Hauptfeld des Teppichs mit seinen farbenfrohen Palmettenblüten füllt. Über der Nische sehen wir ebenfalls Palmetten. Die Hauptbordüre des Teppichs umrahmt mit ihren fluktuierenden Palmettenblüten das Hauptfeld.“

Im Oktober 2001 wurde in London für 64.609,00 US$ ein Teppich versteigert:
Ein KASHAN 'MOCHTASHAM' Teppich
Zentral Persia, circa 1890
mit folgender Beschreibung (Übersetzung):

„Ein Teppich hergestellt für Zell-i-Sultan
Die kleine Inschrift auf der äußeren Bordüre sagt: Qazan Teppich und Partner.
Die große Inschrift lautet: Angefertigt für seine Exzellenz, den höchst edlen, höchst glücklichen, den höchst prächtigen, den erhabenen, den hochgestellten Sohn des Königs der Könige, den höchst großen Zell-i-Sultan und in Auftrag gegeben von dem einen, der den Rang vom großen Nasr al-Mulk innehat.“

Zell-i-Sultan war der älteste Sohn von Schah Naser al-Din. Seine Mutter war ohne angemessenen Stand, deshalb war er nicht in der Lage, den Thron zu besteigen. Er wurde Gouverneur von Isfahan 1870–1875 und kontrollierte somit die Hälfte des Landes von Nasrulla Khan, der den Titel Nasr-al Mulk erhielt und war einer von Schah Nasir al-Din Begleitung auf dessen Europareise 1873–1874, obwohl es kein bekanntes Verbindungsteil gibt zwischen dem Inhaber dieses Titels und Zell-i-Sultan.